# SIMBAD

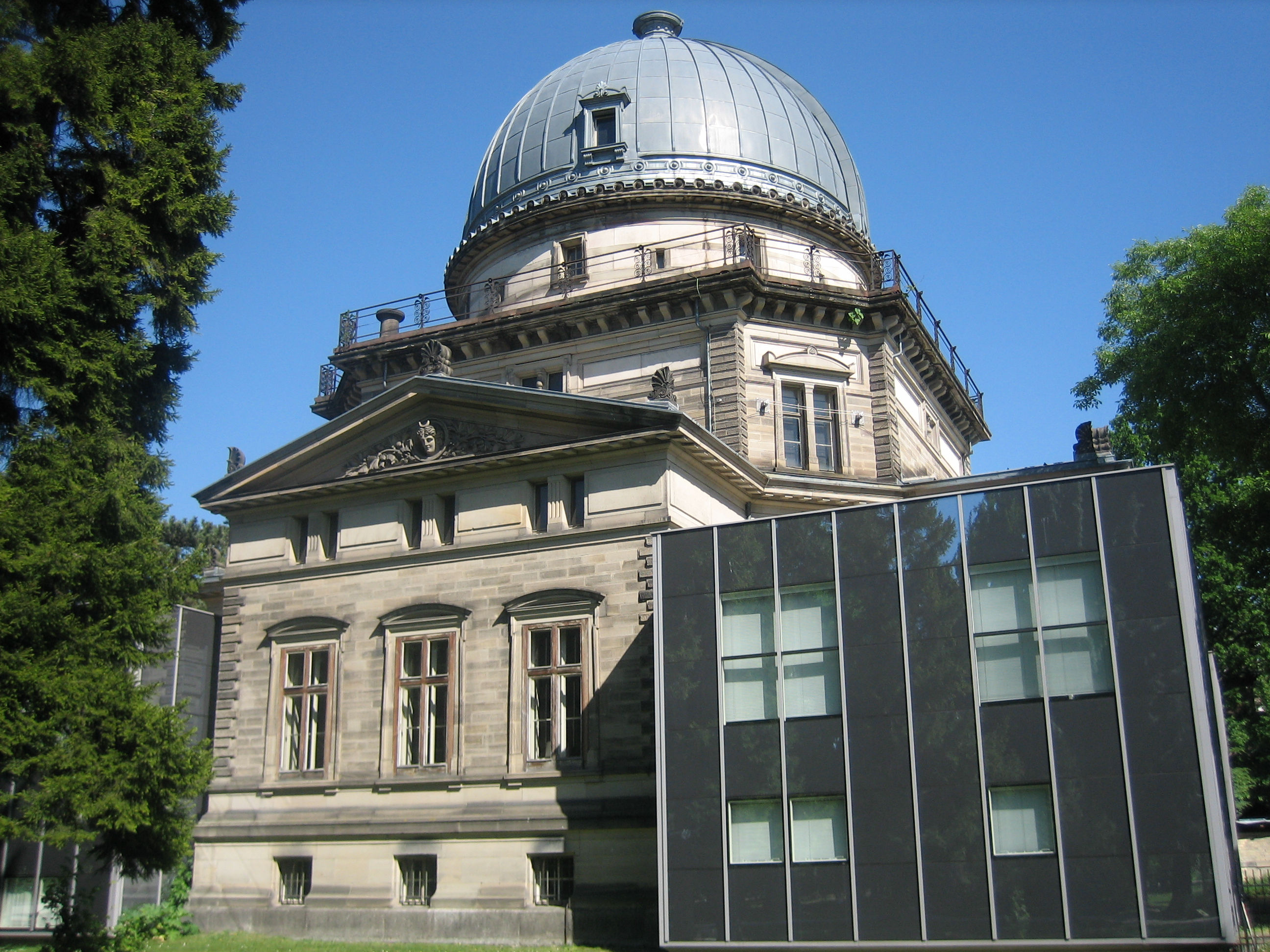
斯特拉斯堡天文台

SIMBAD（Set of Identifications, Measurements, and Bibliography for Astronomical Data）是由法國斯特拉斯堡天文台數據資料中心負責和維護的一個天文資料庫，其設置的功能在確認、測量太陽系外天體和收錄相關文獻。 
SIMBAD是由恆星確認目錄（Catalog of Stellar Identifications，CSI）和恆星指引書目合併創造出來的。在1979年前，它們只存在於默东電腦中心。然後，它們額外的從其他目錄和學術文獻擴大了資料來源。在1981年首度提供了網上互動式版本，舊式被稱為V2的版本。V3的版本使用C語言開發，在斯特拉斯堡天文台的UNIX電腦工作站上執行。2006年秋季，在資料庫中看見釋出完全由Java（電腦程式語言）撰寫和支援的軟體的V4版本，現在儲存在PostgreSQL。
截至2020年6月1日，SIMBAD包含5,800,000个恒星与5,500,000个非恒星物体（银河、行星状星云、星团、新星、超新星等）
小行星(4692)，1983 VM7，被命名為(4692) SIMBAD。

## 外部連結
- SIMBAD Web interface（页面存档备份，存于）
- SIMBAD Web interface（页面存档备份，存于）, alternate